# Rasiger Purpur-Schneckling
Der Rasige Purpur-Schneckling (Hygrophorus neoerubescens, Syn.: Hygrophorus erubescens) ist eine seltene Pilzart aus der Familie der Schnecklingsverwandten. Er ist auf mehreren Roten Listen gefährdeter Arten aufgeführt (unter anderen der litauischen, bayrischen, rheinland-pfälzischen). Er gilt aufgrund seines (leicht) bitteren Geschmackes als ungenießbar und hat wohl teils schon zu leichten Vergiftungen geführt. Der Name bezieht sich auf das typische massenhafte, rasenartige Auftreten der Fruchtkörper.

## Merkmale
Der Hut von 4 bis 10 cm Durchmesser ist jung zunächst halbkugelförmig und später immer flacher bis hin zu leichter Trichterförmigkeit. Er hat eine weißliche bis blassrosa Farbe mit (wein-)rötlichen bis purpur-rosa Fasern darauf, die den Hut mit zunehmendem Alter immer rötlicher färben. Die glattschneidigen, vereinzelt gegabelten Lamellen sind breit bis leicht herablaufend am Stiel angewachsen. Das Sporenpulver ist weiß. Der Stiel ist etwa eineinhalb Zentimeter stark und zylindrisch, an der Spitze mit weißlichen Pusteln oder klaren Tröpfchen bedeckt, an der Basis oft leicht verjüngend geformt und gefüllt. Das Fleisch ist dick und weißlich, schwach gilbend und hat einen angenehmen Geruch und (leicht) bitteren Geschmack.
Die Sporen sind ovoid bis ellipsoid und 8,3–10,2 × 5–5,6 µm groß. An den Hyphen sind Schnallen vorhanden.

## Artabgrenzung
Es gibt einige weitere purpurrötlich gefärbte Schnecklinge:
Der Beschleierte Purpur-Schneckling (Hygrophorus purpurascens) unterscheidet sich durch die schleierartige Pseudoringzone am Stiel.
Der Geflecktblättrige Purpur-Schneckling (Hygrophorus russula) wächst bei Laubbäumen, besonders Eichen, und hat gedrängter stehende Lamellen sowie kleinere Sporen. Außerdem gilbt sein Fleisch nicht.
Der Bittere Purpur-Schneckling (Hygrophorus pudorinus) unterscheidet sich durch den schlankeren Habitus und die schon jung rosa Hutfarbe, die mit dem Alter verblasst.
Der Weinrote Schneckling (Hygrophorus capreolarius) unterscheidet sich durch die von jung an dunkler weinrote Hutfarbe.
Andere Schnecklinge wie der Orange-Schneckling (Hygrophorus abieticola) sind blasser gefärbt.

## Ökologie
Die Art ist in montanen Nadelwäldern, gern in der Nähe von Kiefern, Tannen und Fichten anzutreffen, mit denen er in Mykorrhiza-Symbiose lebt, und bevorzugt kalkhaltige Böden. Sie fruchtet von August bis Oktober mit in der Regel geselligen Gruppen von Fruchtkörpern, die teils in sogenannten Hexenringen formiert sind, und nur selten einzeln stehen.
Die Bestände sind abnehmend. Die Rote Liste der Großpilze Deutschlands listet die Art als gefährdet (Gefährdungskategorie 3).

## Systematik
Die Art wurde 1821 von Elias Magnus Fries als Agaricus erubescens erstbeschrieben und lange Zeit unter dem Namen Hygrophorus erubescens geführt. Der  obligatorische Lectotypus ist allerdings eine Zeichnung von Rhodocollybia maculata. Demnach stellt dieses Taxon ein Nomen confusum dar und wurde im Jahr 2020 als Hygrophorus neoerubescens neubeschrieben.